# Roadrailer
Een roadrailer is een oplegger die voorzien is van een inrichting zodat hij per spoor kan vervoerd worden zonder op een wagon geladen te worden. Tussen de gewone assen van de oplegger wordt een spoor-as geplaatst. Deze wordt neergelaten en de wegassen worden gelift. Een andere vorm bestaat er in de oplegger op een speciaal ontworpen draaistel (Engels: bogie) te plaatsen. 
Deze vorm van vervoer komt vrijwel uitsluitend voor in Noord-Amerika. 

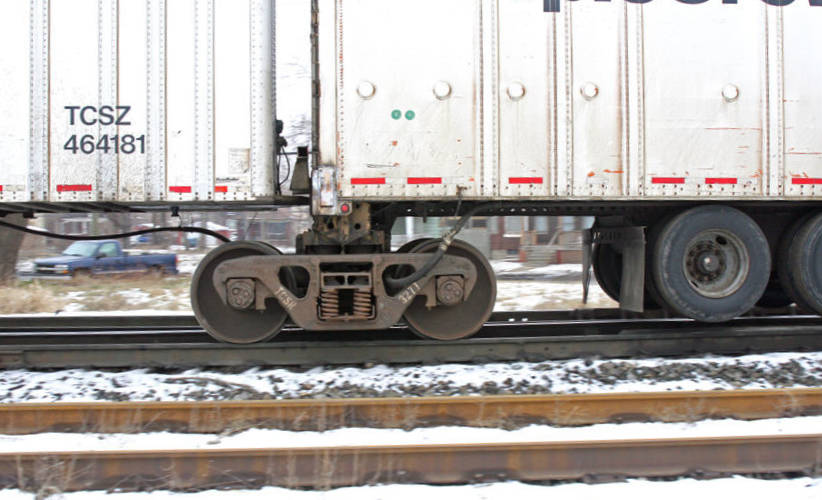
Zijaanzicht van een bogie waarop twee roadrailers rusten